# Apolonia Lapiedra
Samantha Sánchez Martínez, més coneguda pel nom artístic d'Apolonia Lapiedra, (Hellín, 27 d'abril de 1992) és una actriu pornogràfica espanyola que va debutar al començament de 2015, després d'haver iniciat una relació amb el director de cinema adult Ramiro Lapiedra. Deu el seu nom artístic a un personatge de la pel·lícula El padrí.
Va treballar en l'agricultura abans d'iniciar la seva carrera al cinema per a adults. Al cap de pocs mesos, la seva bona valoració per part del públic li va permetre rodar per a companyies com Mofos, Private, Bangbros, Joymii, Vivthomas, Sextar, Metart o Wow Girls.
A l'octubre, va guanyar dos premis Nimfes en el Festival de cinema eròtic de Barcelona, un d'ells a la millor actriu revelació de l'any. També ha estat portada de la revista espanyola Primera Línea i de la revista francesa Hot Video, especialitzada en cinema adult europeu.

## Premis[calcitació]
- 2015: Premi Nimfa (Festival de cinema eròtic de Barcelona) a la millor escena amateur per "El primer anal de Apolonia", del director Pablo Ferrari.
- 2015: Premi Nimfa (Festival de cinema eròtic de Barcelona) a la Millor actriu revelació de l'any.
- 2017: Premi Nimfa (Festival de cinema eròtic de Barcelona) a la Millor actriu de l'any.
- 2017: Premi Nimfa (Festival de cinema eròtic de Barcelona) a la millor escena Lèsbica dirigida Ramiro Lapiedra.
- 2017: Nominada als AVN Awards 2017 a millor actriu estrangera i millor escena de realitat virtual.
- 2017: Nominada als XBIZ Awards 2017 a millor actriu estrangera.